# Jiayuan EV

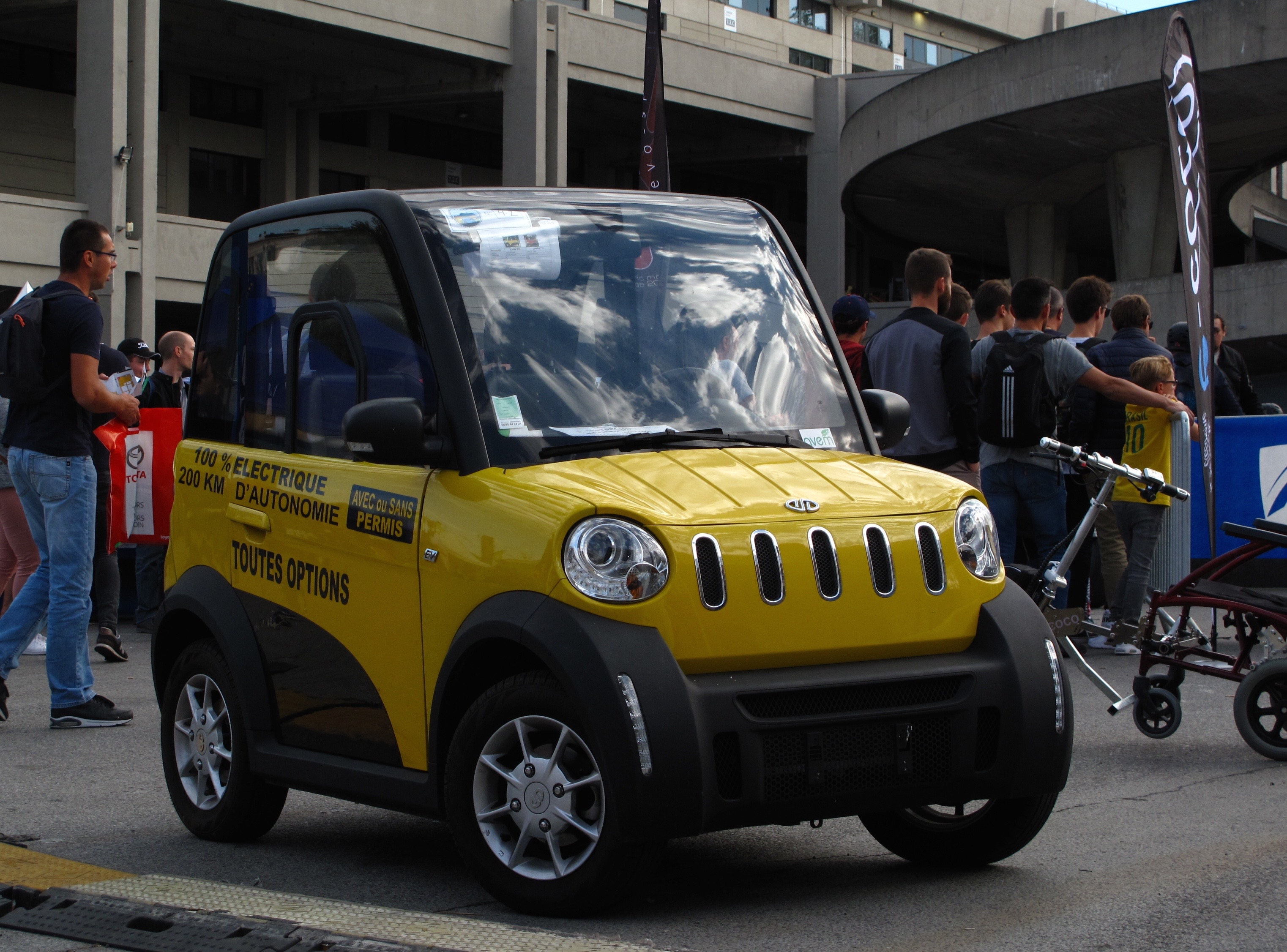
Jiayuan City Spirit

Jiayuan EV – chiński producent elektrycznych mikrosamochodów z siedzibą w Nankinie działający od 1982 roku.

## Historia
Przedsiębiorstwo Jiayuan EV powstało na początku lat 80. w chińskim Nankinie, za cel obierając rozwój technologii napędów elektrycznych do pojazdów. Wśród elementów wytwarzanych przez Jiayuan EV znalazły się m.in. baterie, silniki elektryczne i sterowniki, dostarczając je do przedsiębiorstw na terenie Chin przez kolejne dekady XX wieku. W 2000 roku firma zbudowała swój pierwszy prototyp elektrycznego samochodu, wykonując także elektryczne układy napędowe dla samochodów ciężarowych i autbusów.
W kwietniu 2015 roku Jiayuan EV przedstawił swój pierwszy produkcyjny model samochodu w postaci elektrycznego mikrosamochodu City Spirit. Dwumiejscowy, dwudrzwiowy niewielki hatchback uzyskał parametry techniczne pozwalające na rozwijanie niewielkich prędkości w warunkach miejskich zasięgiem do 120 kilometrów.

### Współprace
W 2016 roku Jiayuan EV nawiązało współpracę z niemieckim przedsiębiorstwem ARI Motors, zezwalając na produkcję zarówno osobowych, jak i dostawczych wariantów modelu City Spirit pod marką ARI w zakładach w Říčanach poczynając od 2018 roku z myślą o rynku czeskim i od 2019 roku także na potrzeby klientów w Niemczech. 

## Modele samochodów

### Obecnie produkowane
- City Spirit
- Komi